# Epirhyssa nigrobalteata
Epirhyssa nigrobalteata là một loài tò vò trong họ Ichneumonidae.